# Amour, amour
 (février 2017).
Si vous disposez d'ouvrages ou d'articles de référence ou si vous connaissez des sites web de qualité traitant du thème abordé ici, merci de compléter l'article en donnant les références utiles à sa vérifiabilité et en les liant à la section « Notes et références ».
Pour plus de détails, voir Fiche technique et Distribution.
Amour, amour (Solid Serenade) est le 26e court métrage d'animation de la série américaine Tom et Jerry réalisé par William Hanna et Joseph Barbera et sorti le 1er septembre 1946.

## Synopsis
Dans une cour se trouve une niche étiquetée « Killer » avec le chien (Spike) à l'intérieur. Tom passe la tête par-dessus le mur et aperçoit Tootie dans la fenêtre. Tom a apporté un instrument à cordes (qui semble être un hybride d'une contrebasse et d'un violoncelle). Il saute par-dessus la clôture et neutralise Spike en lui sifflant, en le frappant à la tête avec un maillet et en l'attachant. Tom utilise ensuite le violoncelle comme un bâton sauteur pour sauter jusqu'à la fenêtre, s'arrêtant pour un coup de doigt au nez de Spike au passage.
Tom interprète " Is You Is or Is You Ain't My Baby " à Tootie, ce qui réveille Jerry, qui dormait dans son trou de souris (situé dans une boîte aux lettres). Agacé par les sons, il sort de la fente aux lettres et aperçoit Tom jouant de l'instrument. Il retourne dans son lit et se couvre avec l'oreiller, mais les ondes sonores de l'instrument secouent le trou de souris de Jerry, faisant tomber Jerry du lit (tout en essayant toujours de se couvrir les oreilles) et le faisant vibrer sous une table, pendant ce temps. Le pot de fleur vibre sur la table directement au-dessus de la tête de Jerry et tombe sur lui lorsque les deux atteignent le bord de la table. Dehors, Tom utilise l'instrument comme un arc pour se tirer tel une balle sur Spike, qui est toujours attaché, torture ce dernier en  jouant avec sa gueule et retourne vers l'instrument à cordes. La caméra retourne dans le trou de souris de Jerry, dont les affaires sont gâchées et brisées par la vibration. Jerry continue d'être déplacé sous le couvercle du trou de courrier juste avant qu'une allumette ne tombe, faisant claquer le couvercle sur Jerry. En ayant assez, Jerry jette son bonnet de nuit par terre, sort du trou de souris vers la cuisine et décide de se venger en fourrant un fer à repasser dans une tarte qu'il lance ensuite sur Tom à travers une fenêtre ouverte ; le chat est en colère, mais continue avec quelques mesures supplémentaires. Quelques secondes plus tard, il est à nouveau frappé au visage – cette fois avec une tarte recouverte de crème fouettée. Repérant Jerry, Tom le poursuit à travers la maison.
Les deux animaux plongent d'une planche à repasser ; avec Jerry devant Tom, Jerry vide l'évier de la cuisine dans lequel il a atterri, laissant Tom s'écraser sur la vaisselle. Tom suit Jerry à travers la fenêtre ouverte, mais Jerry tire la butée de fenêtre hors de la fenêtre, qui tombe sur le cou de Tom, et Tom hurle de douleur. Jerry sort alors en courant et détache Spike, qui laisse échapper un fort rugissement de taureau. Spike échange ses dents habituelles contre des plus grandes, se défoule et s'en prend à Tom.
Tom se baisse alors que Spike vient vers lui, plantant ses crocs dans un tronc d'arbre. Tom évite alors de justesse de se faire mordre la queue et se cache derrière un mur, tenant une brique, prêt à attaquer. Spike voit la brique et enquête, mais se fait assommer avec. Jerry réveille Spike en le frappant avec une planche de bois sur son arrière-train. Après avoir été frappé, Spike saute haut dans les airs en criant de douleur; juste au moment où Jerry remet la planche à Tom, encadrant le chat.
Sachant qu'il a des ennuis, Tom fait croire à Spike que la planche est un bâton pour  jouer à "va chercher". Spike obéit et va chercher, mais se rend compte ensuite qu'il a été trompé (dans son esprit, un avatar semblable à un âne est marqué "Ce toutou est un âne"). Tom et Spike commencent alors une poursuite sous les yeux de Tootie. Tom s'arrête périodiquement pour embrasser la chatte. Prenant cette habitude, Spike empêche Tom d'embrasser Tootie au troisième passage. Tom ne se rend pas compte qu'il est trompé et courtise Spike avec une voix de Charles Boyer, pensant que c'est Tootie (à travers des lignes d'archives de The Zoot Cat), mais arrête brusquement son discours quand il voit la chatte abasourdie. Réalisant son erreur, il claque la tête de Spike au sol.
Tom se cache du déchaînement de Spike jusqu'à ce que Jerry passe au coin de la rue ; il poursuit Jerry dans la maison de Spike, fermant la porte avec un rire meurtrier et un regard draculesque. Une seconde plus tard, la porte s'ouvre et Jerry émerge avec Spike l'aidant à sortir de la niche. Spike fait alors exactement la même chose que Tom en se retirant à l'intérieur. Toute la niche se débat pendant que Spike bat Tom, qui tente de s'enfuir seulement pour être attrapé par Spike. Tom parvient à rédiger son dernier testament avant d'être de nouveau arraché et battu à un pouce de sa vie. En fin de compte, Tom fait partie de son instrument à la place des cordes, avec Spike grattant la queue du chat; tandis que Jerry s'incline avec un ostinato dramatique sur les moustaches de Tom, sous le regard de Tootie.